# Johannes Gobbin
Friedrich Carl Johannes Gobbin (* 12. Dezember 1833 in Herrnhof, Kreis Oberbarnim, Königreich Preußen; † 3. Februar 1881 in Görlitz) war ein deutscher Verwaltungsjurist. 

## Leben
Gobbin war der Sohn eines Gutsbesitzers aus der Nähe von Wriezen und Neutrebbin im Oderbruch. Er studierte Rechtswissenschaft an der Ruprecht-Karls-Universität Heidelberg, der Universität Leipzig und der Friedrich-Wilhelms-Universität Berlin. Er wurde Mitglied der Corps Guestphalia Heidelberg (1852), Misnia (1853) und Neoborussia Berlin (1853).
Nach den Examen setzte man ihn am 14. Mai 1860 als Regierungsassessor in Ratibor ein. Schon im November 1862 wurde er zum Bürgermeister von Kolberg in Pommern ernannt. 1864 bewarb er sich auf das Amt des Oberbürgermeisters von Brandenburg an der Havel. 
Am 14. Mai 1871 bewarb er sich auf das ausgeschriebene Oberbürgermeisteramt der Stadt Görlitz. Am 23. Juni wurde er auch auf Grund seiner hervorragenden Reputation zum Oberbürgermeister von Görlitz gewählt. Dieses Amt bekleidete er zehn Jahre. Die Stadt löste sich während seiner Amtszeit aus dem Landkreis Görlitz und wurde zur kreisfreien Stadt. Zu Gobbins Verdiensten zählen auch die Errichtung der Görlitzer Stadtbrücke und des Schulgebäudes auf der Elisabethstraße. Er setzte sich auch für die Bahnstrecke Görlitz–Zittau ein. Als Oberbürgermeister vertrat er jeweils seine Stadt im Preußischen Herrenhaus.
Mit seiner Frau Clara geb. Gutike hatte er vier Kinder.

## Ehrung
Sowohl in Brandenburg an der Havel wie in Görlitz gibt es eine Gobbinstraße.